# Басаван

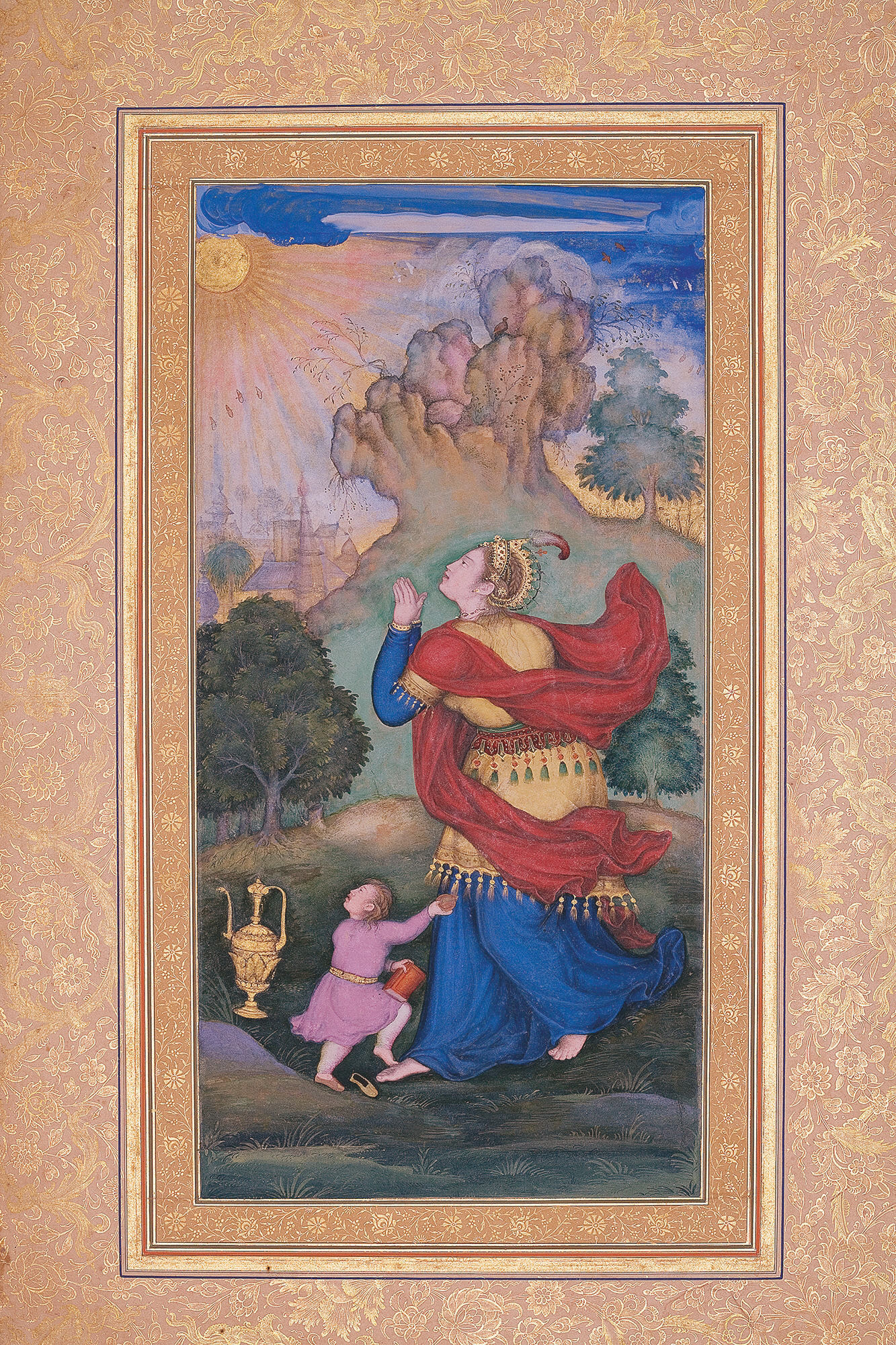
Женщина, поклоняющаяся солнцу. Страница из альбома Гульшан. 1590—1595 гг. Музей исламского искусства, Доха

Басаван (работал в 1556—1600 годах) — индийский художник, один из лучших мастеров могольской миниатюры.

## Биографические сведения
О Басаване не сохранилось никаких документов; неизвестны ни дата его рождения, ни дата смерти. Такое положение характерно для большинства миниатюристов, работавших при дворе могольских императоров. По мнению историков искусства, он прибыл ко двору во второй половине 1550-х годов и работал в императорской китабхане до 1600 или до 1615 года. Историк Абул Фазл в «Айн-и Акбари» посвятил целую главу художественной мастерской императора Акбара (Айн-и Татствирхана), в которой приводит имена выдающихся миниатюристов, творивших при этом государе. В списке из семнадцати лучших мастеров Басаван по своей значимости занимает у него четвёртое место после Мир Сеида Али, Абд ас-Самада и Дасвантха. Абул Фазл пишет: «В изображении особенностей, подборе красок, портрете и в некоторых иных отношениях он был настолько выдающимся, что многие знатоки предпочитали его Дасвантху».

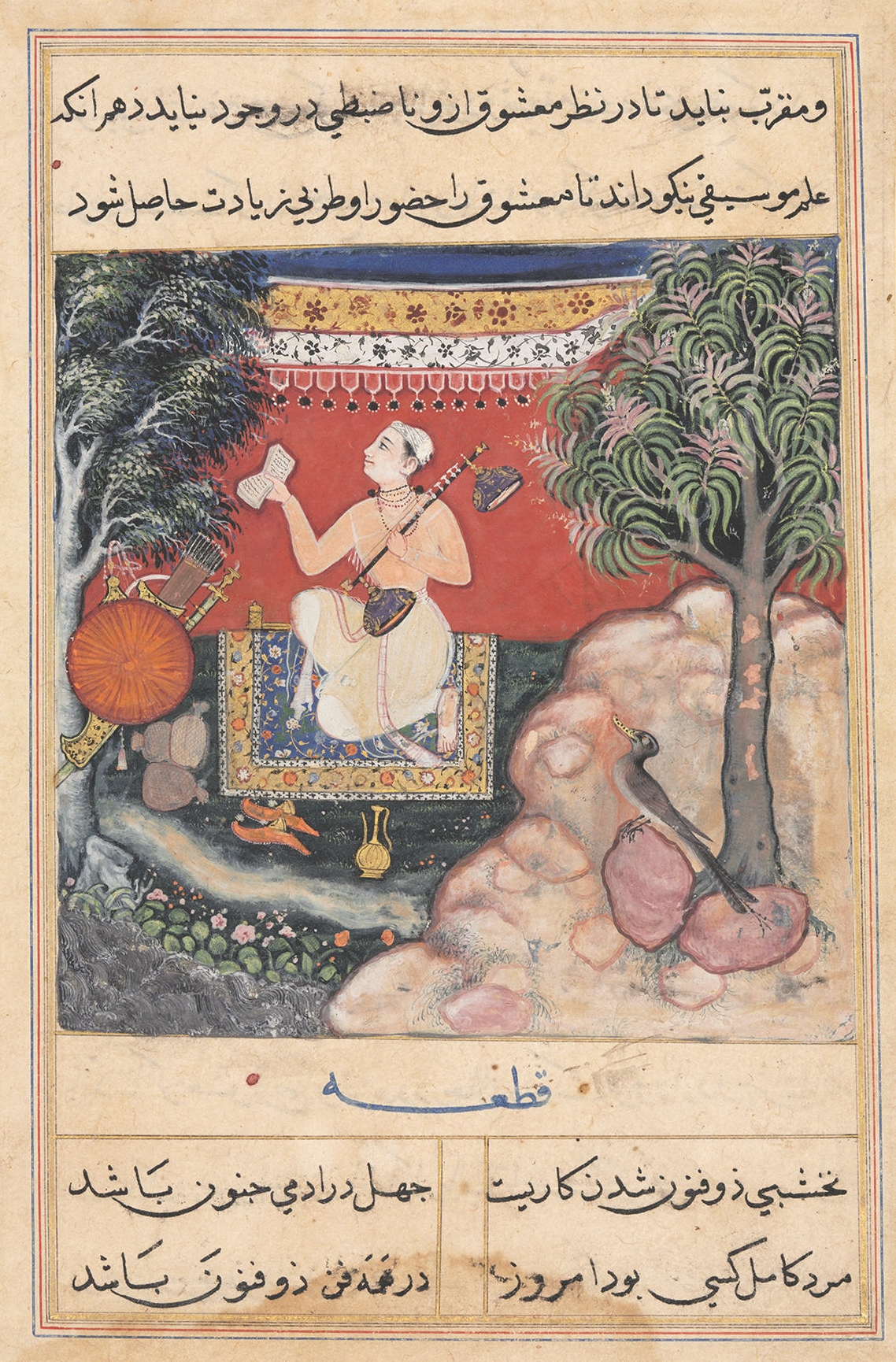
Происхождение музыки. «Тутинаме», 1560—1565 гг. Музей искусства, Кливленд

Будучи воспитанным в индусской художественной традиции, Басаван трансформировал своё искусство под воздействием персидской живописи, доминировавшей в мастерской под руководством Мир Сеида Али и Абд ас-Самада, а затем под влиянием европейской гравюры достиг в лучших своих работах иногда эклектичного, а иногда очень гармоничного сочетания всех трёх живописных традиций: индуистской, персидской и европейской. Первоначально в императорской мастерской Басавана использовали от случая к случаю, однако к периоду расцвета могольской живописи — 1580м-1590 м годам, его работы превосходили произведения его коллег, как по качеству, так и по количеству; например, в манускрипте «Размнаме» (ок. 1582—1586) Басаван исполнил тридцать три иллюстрации (в то время как Дасвантх, оценённый Абул Фазлом выше, создал в нём только тридцать), в «Тимурнаме» (ок. 1584) Басавану принадлежит тринадцать миниатюр (Дасвантху — восемь).
Художник принял участие во всех крупных проектах, над которыми работала мастерская императора Акбара в 1560-х — 1600-х годах: «Тутинаме» («Рассказы попугая», 1560-65гг), «Хамзанаме» («История Хамзы», 1558-1573гг), «Анвар-и Сухаили» («Созвездие Канопус», 1570-71гг), «Размнаме» («Книга войн» — перевод на персидский эпоса Махабхарата, 1582—1586), «Тимурнаме» («История Тимура», 1584), «Дарабнаме» («Подвиги Дараба» 1585), «Рамаяна» (1588г), «Акбарнаме» ("История Акбара, 1590), «Бахаристан» (поэма Джами, 1595), «Чингизнаме» (История Чингиз-хана, 1596), «Хамсе» Хосрова Дехлеви (1597-98). Ему приписывается множество миниатюр, однако атрибуция части неподписанных работ до сих пор вызывает разногласия у специалистов.

## 1560-е — 1570-е годы
Художественная политика ранних лет правления Акбара была направлена на расширение производства иллюстрированных манускриптов, а для этого требовалось большое число художников. Их рекрутировали из многих индийских провинций, особенно из Гуджарата, Кашмира и Мальвы. Судя по всему, индус Басаван в юном возрасте прибыл к императорскому двору в Дели откуда-то из северной Индии, поскольку первый иллюстрированный манускрипт, в котором он принял участие — «Тутинаме», содержит миниатюры с изображением дворцовой архитектуры, характерной для северных районов этой страны. Его учителями были Мир Сеид Али и особенно Абд ас-Самад, который руководил императорской мастерской приблизительно с 1569 по 1600 годы.

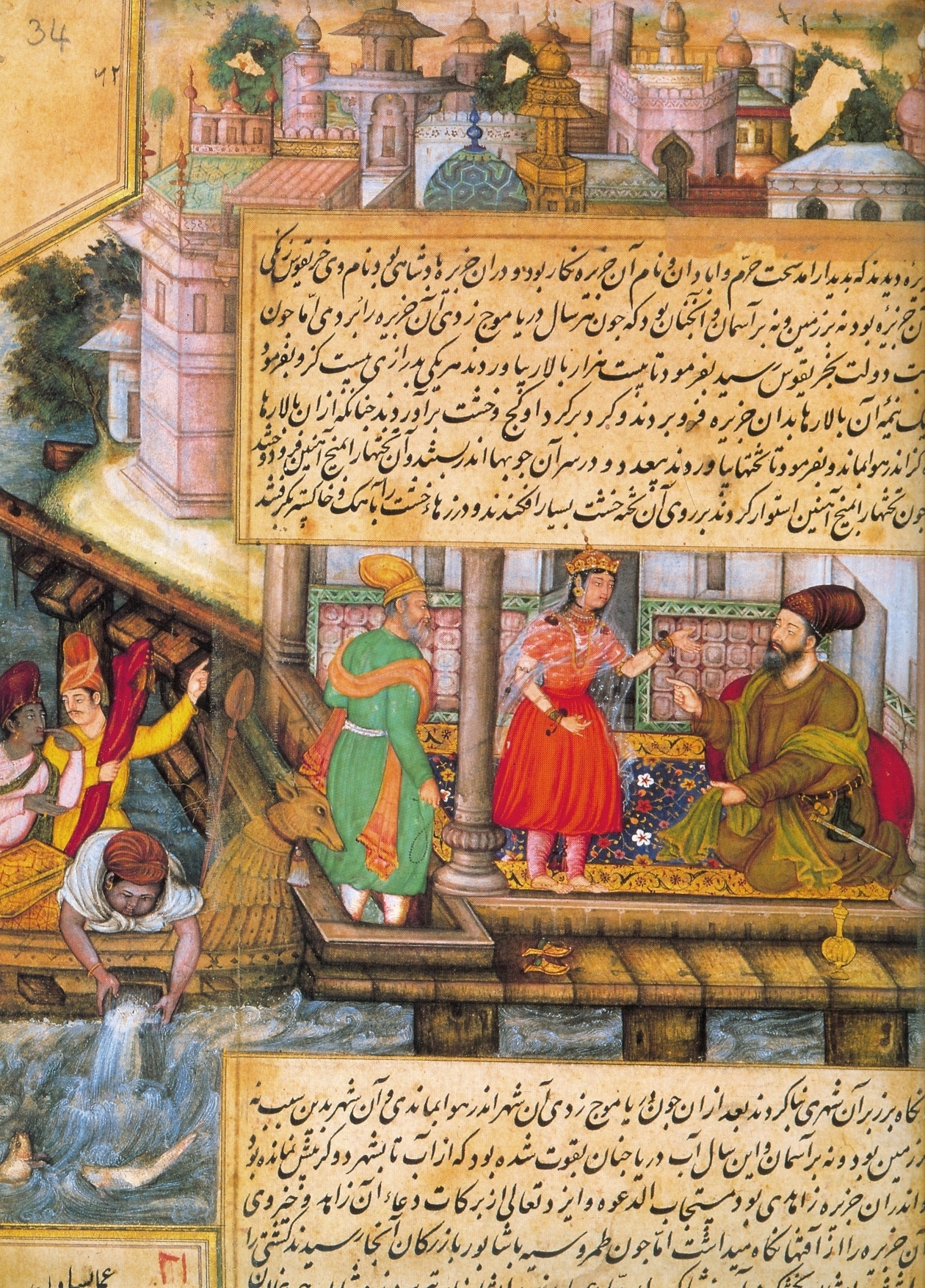
Тамаруса и Шапур на острове Нигар. «Дарабнаме» 1585—1590 гг. Британская библиотека, Лондон

Участие Басавана в работе над «Тутинаме» (1560-65гг, Кливленд, Музей искусства) свидетельствует, что в начале 1560-х годов он уже проявил себя, как многообещающий мастер. Текст книги представляет собой персидский перевод санскритских сказок, и приказ Акбара создать визуальный ряд к этому тексту был первой попыткой проиллюстрировать её. Таким образом, миниатюры к этой книге являются как бы лабораторией, наглядно показывающей, как велись поиски нового художественного языка в ранний период развития могольской живописной школы. Басавану приписывают некоторые из них, в частности, те, в которых действие происходит в достаточно архаичном архитектурном окружении, характерном для индуистских миниатюр «Чандаяны» — манускрипта, изготовленного в Манду ок. 1540 года(Музей принца Уэльского, Мумбаи). Миниатюры «Тутинаме» более условны и менее реалистичны, чем работы Басавана периода расцвета.
Параллельно с «Тутинаме», Басаван был занят в самом большом проекте акбаровской китабхане — истории Хамзы, дяди пророка Мухаммеда — «Хамзанаме». Книга вышла в четырнадцати томах, в каждом из которых было по 100 миниатюр. По мнению исследователей, в процессе работы над манускриптом вклад Басавана был ключевым. Наибольшая часть иллюстраций «Хамзанаме» со временем была утеряна. Хранящаяся в Музее Метрополитен миниатюра «Асад ибн Кариба нападает на ночной лагерь Малика Ираджа» подтверждает, что Басаван не чурался изображения битв, несмотря на то, что батальный жанр не был его любимой темой.
В манускрипте «Анвар-и-Сухаили» (1570-71) художнику приписывают одну работу — «Демон, вор и набожный человек», иллюстрирующую притчу про набожного мирянина, которого сначала обманул вор, а затем демон. В ней отчётливо видно персидское влияние; очевидно, художник в это время усиленно впитывал персидские живописные приёмы, которые прививал ему учитель Абд ас-Самад.

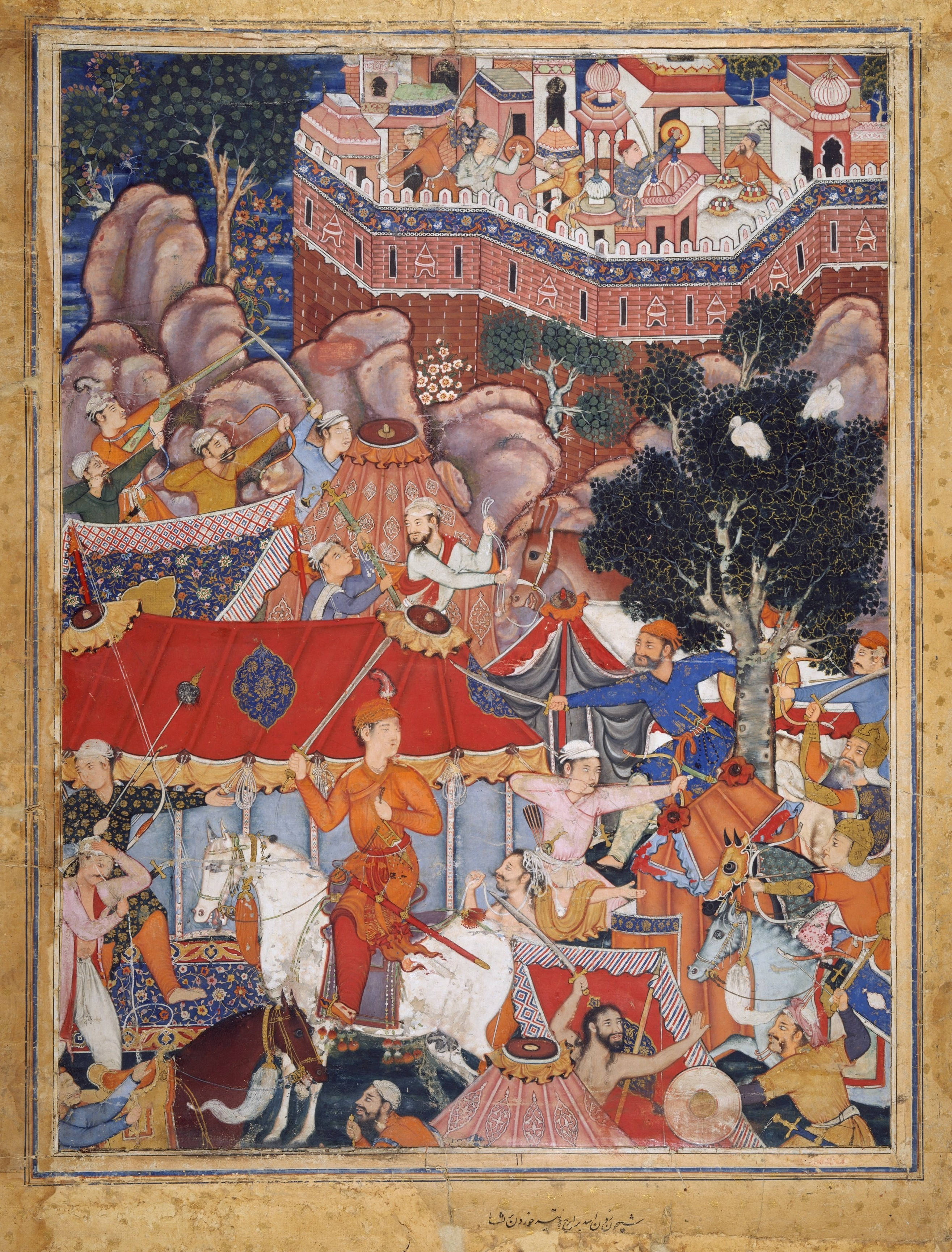
Ночная атака Ассада ибн Карибы на лагерь Малика Ираджа. "Хамзанаме" 1564—1569 гг. Музей Метрополитен Нью-Йорк
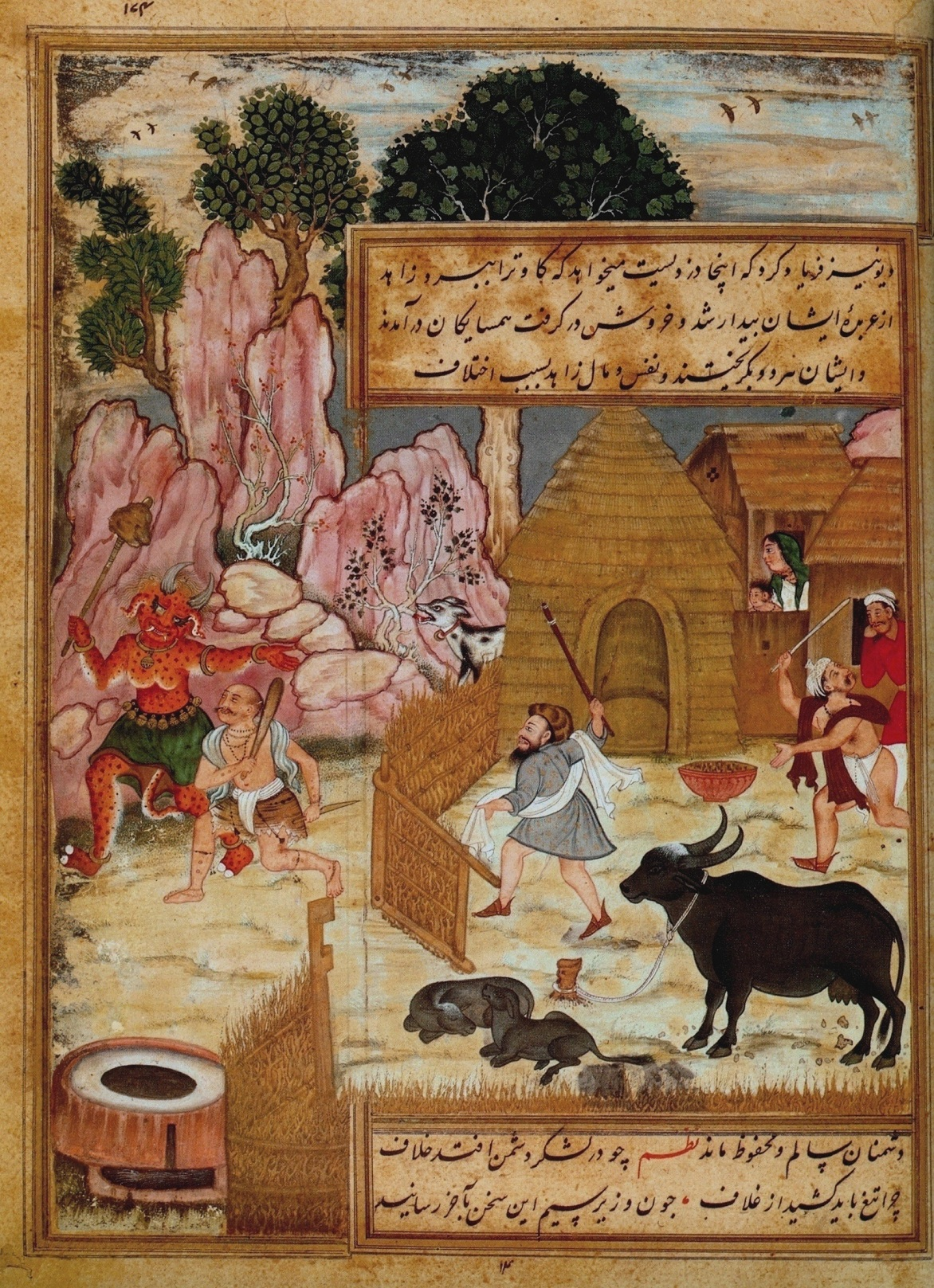
Вор, демон и набожный человек. "Анвар-и Сухаили", 1570—1571 гг. Библиотека Школы восточных и африканских исследований, Лондон

## 1580-е — 1600-е годы

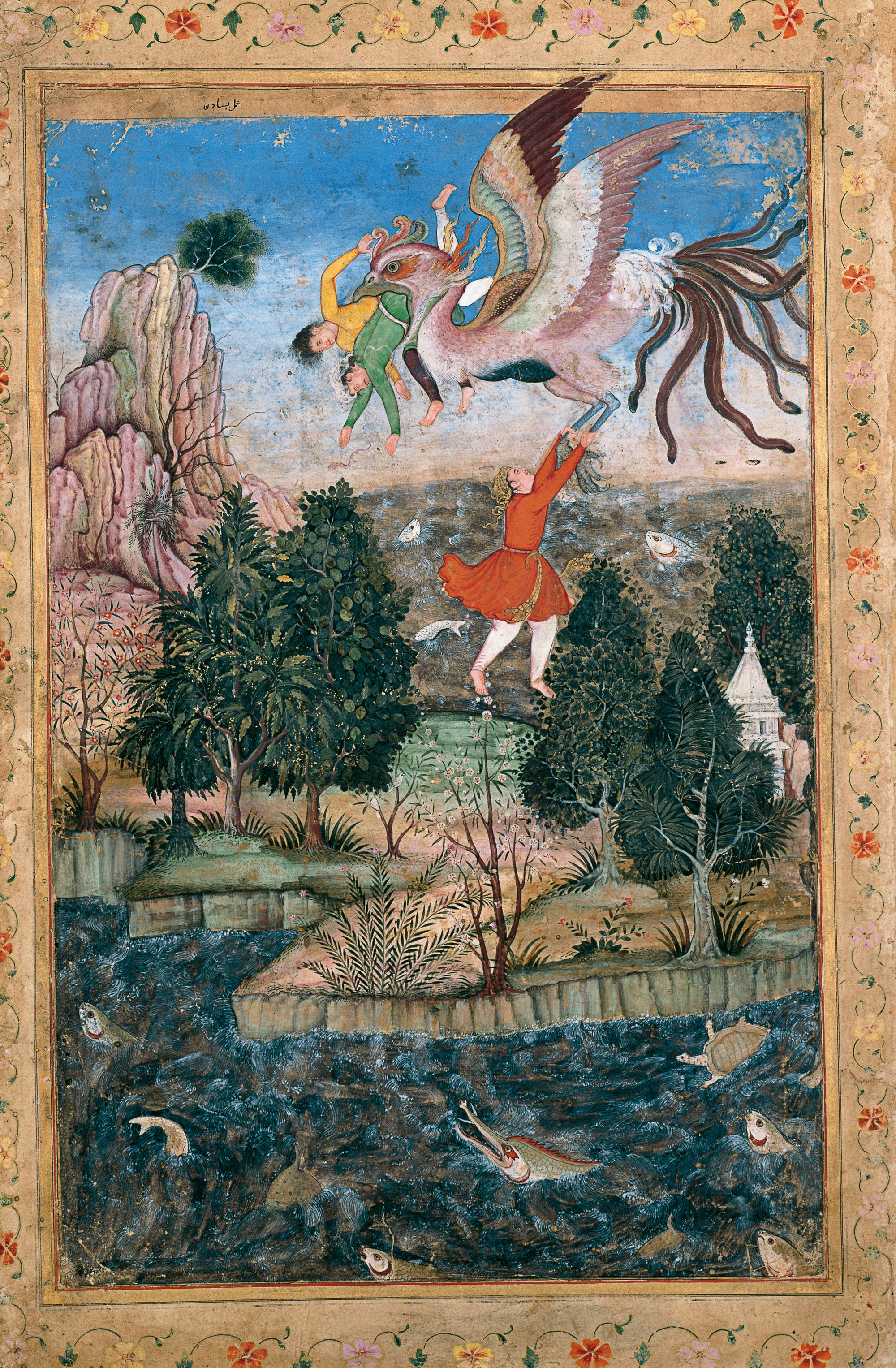
Полёт Симурга. ок. 1590 г. Коллекция Садруддина Ага Хана, Женева

В 1580 годах император Акбар заинтересовался христианством. Он пригласил ко двору двух иезуитов из португальской колонии в Гоа — Рудольфа Аквавива и Антонио Монтсеррат, с которыми вёл длительные беседы. Священники подарили императору семь из восьми томов украшенной гравюрами Королевской Библии Полиглотта. Однако и кроме этого в Индию попадало множество гравюр, исполненных европейскими мастерами. Басаван оказался восприимчив к европейской манере и пытался по мере способностей применить элементы европейского искусства в своих рисунках и миниатюрах. Он копировал европейские образцы или создавал вариации на европейские темы: часто фигуры, взятые из них, художник размещал в типично персидском окружении — среди цветных гор и камней. Его увлечение европейской живописью продолжалось в 1580-е и в 1590-е годы.

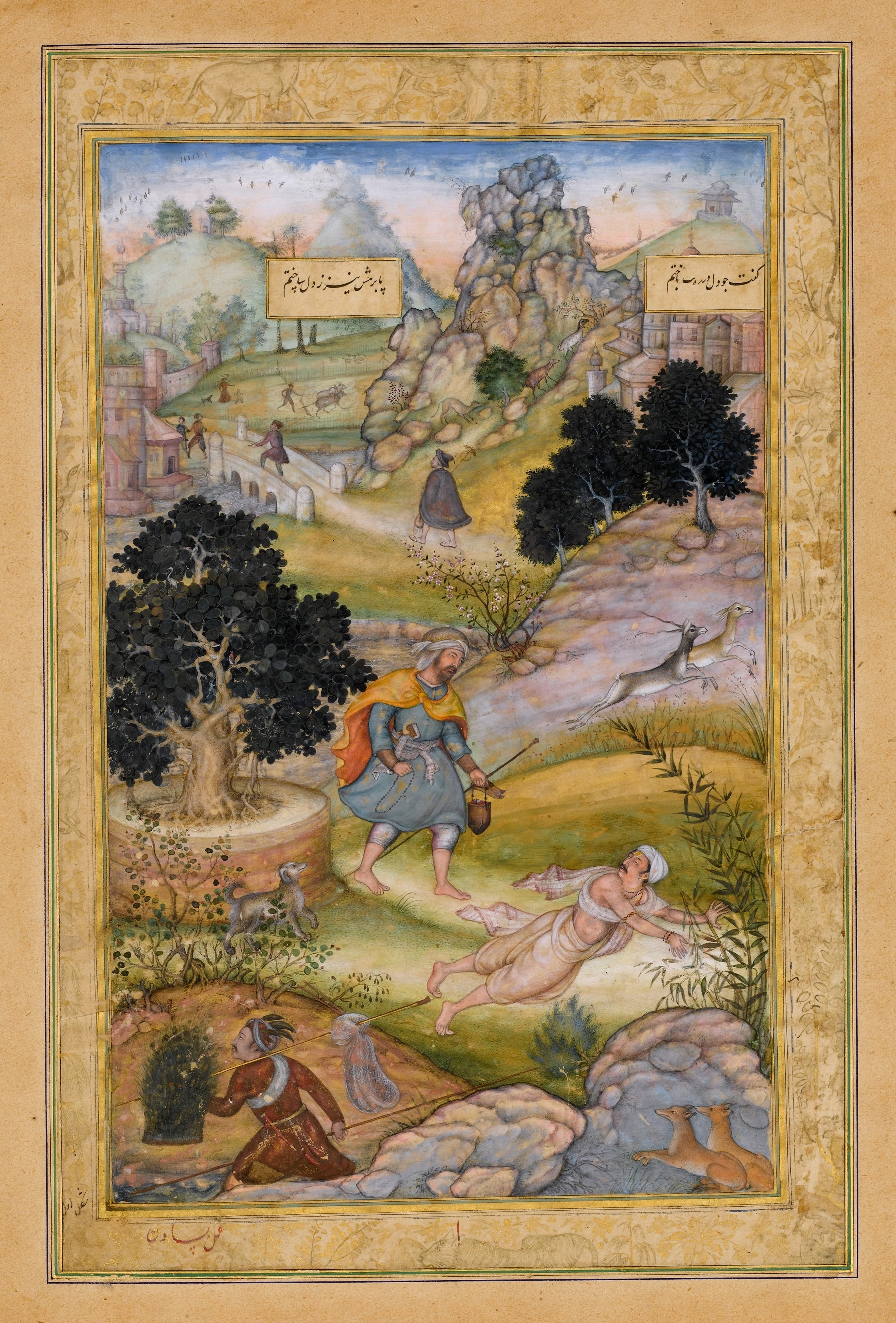
Мусульманский пилигрим получает урок почитания от брахмана. «Хамсе» Амира Хосрова Дехлеви, 1597—1598 гг. Музей Метрополитен, Нью-Йорк

В книге «Дарабнаме», создававшейся в Лахоре ок. 1585 года, руке Басавана принадлежит всего одна миниатюра, и исследователи связывают столь скромное участие с тем, что в этот период он был загружен работой сразу над тремя другими манускриптами — «Размнаме», «Тимурнаме» и «Рамаяна». Тем не менее, эту единственную работу — «Тамаруса и Шапур на острове Нигар» исследователи относят к важнейшим в его творчестве. Художник изобразил фантастической остров, стоящий на сваях, на котором царь Харикус выстроил свой город, в интерпретации Басавана принявший вид идеализированного Лахора — новой столицы императора Акбара. Если сравнить эту работу с миниатюрами в «Тутинаме» — очевиден большой прогресс в развитии художника: миниатюра не создаёт ощущения эклектизма, Басавану удалось в ней сплавить все разнородные элементы в гармоничное единое целое. Лицо человека, вычерпывающего воду из лодки, изображено анфас в ракурсе совершенно необычном как для старой индийской, так и для традиционной персидской живописи.
В 1590 году Басаван участвовал в украшении миниатюрами «Акбарнаме» — хроники деяний и побед императора Акбара, написанной придворным историком Абул Фазлом. Среди множества иллюстраций Басавана особо выделяется сюжет со слоном Акбара по имени Хавай. Этот слон имел трудный характер, и однажды взбесился на своего соперника слона Ран Багха. Произошло это на мосту возле форта Агра, и мост от скачки двух слонов проломился. На двух миниатюрах, представляющих собой книжный разворот, видно как император Акбар, сидящий верхом на Хавай, пытается усмирить его, а всё происходящее вселило в придворных ужас и панику: на правой части миниатюры визирь Акбара Атга Хан и окружающие его сложили в молитве руки, чтобы предотвратить беду. Художник смог передать разнообразие людских типажей и выражения их лиц. Подобное разнообразие можно видеть в другой миниатюре из этого манускрипта — «Акбар наблюдает за битвой аскетов у Тханесара», в которой художнику удалось отобразить не только ярость сражения, но через мимику и психологическое состояние участников.

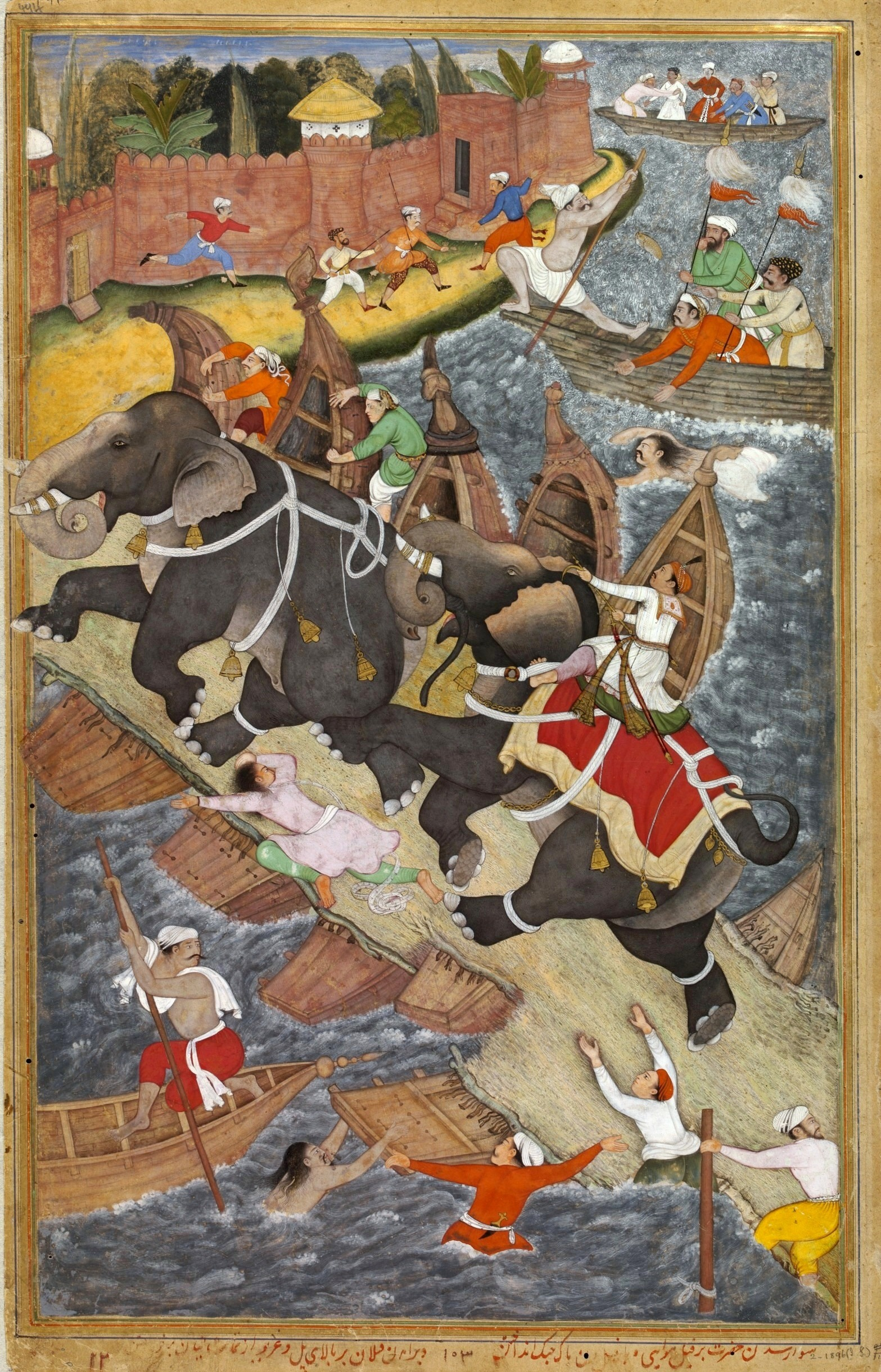
Акбар усмиряет взбесившегося слона. Левая часть. "Акбарнаме" ок. 1590 г. Музей Виктории и Альберта, Лондон
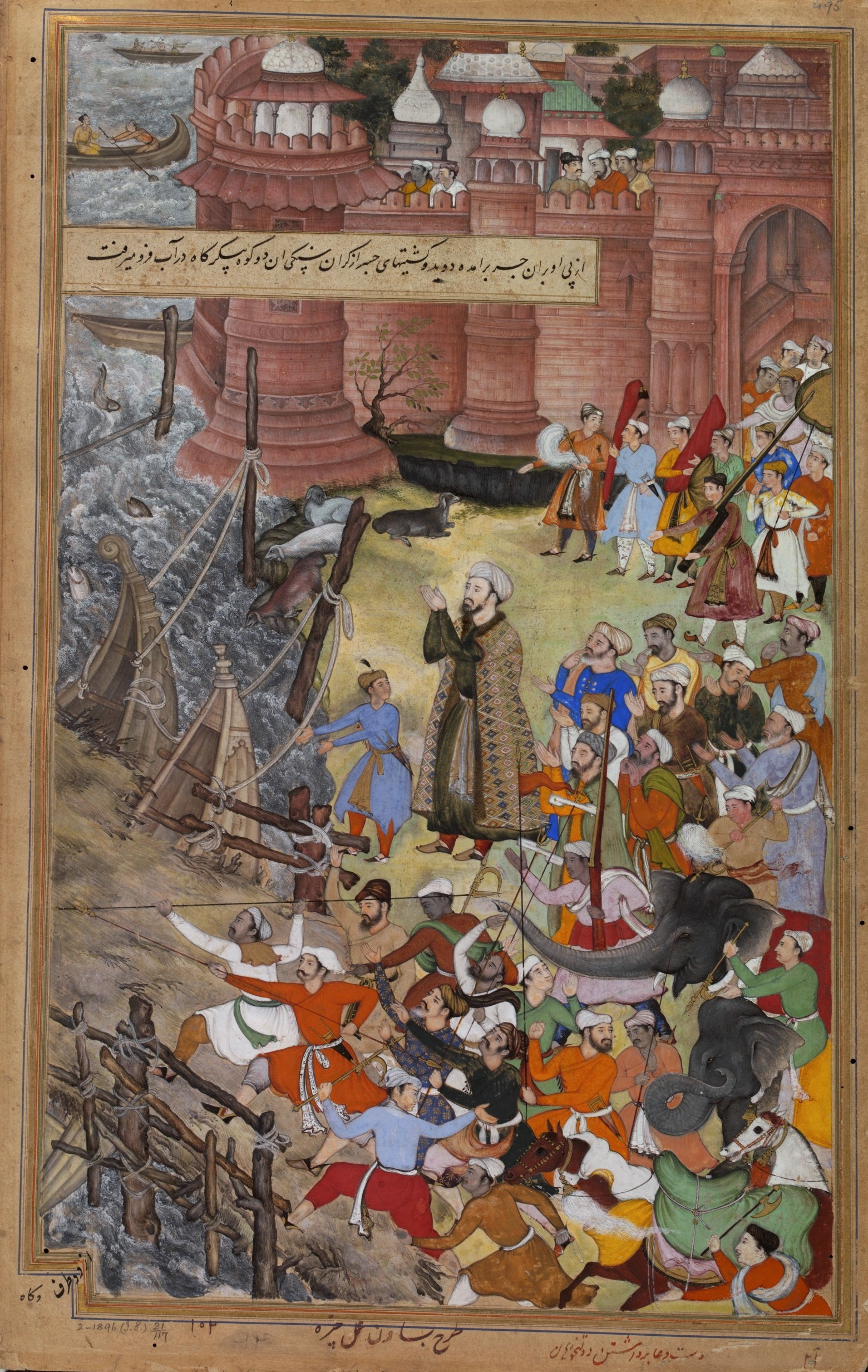
Акбар усмиряет взбесившегося слона. Правая часть. "Акбарнаме" ок. 1590 г. Музей Виктории и Альберта, Лондон
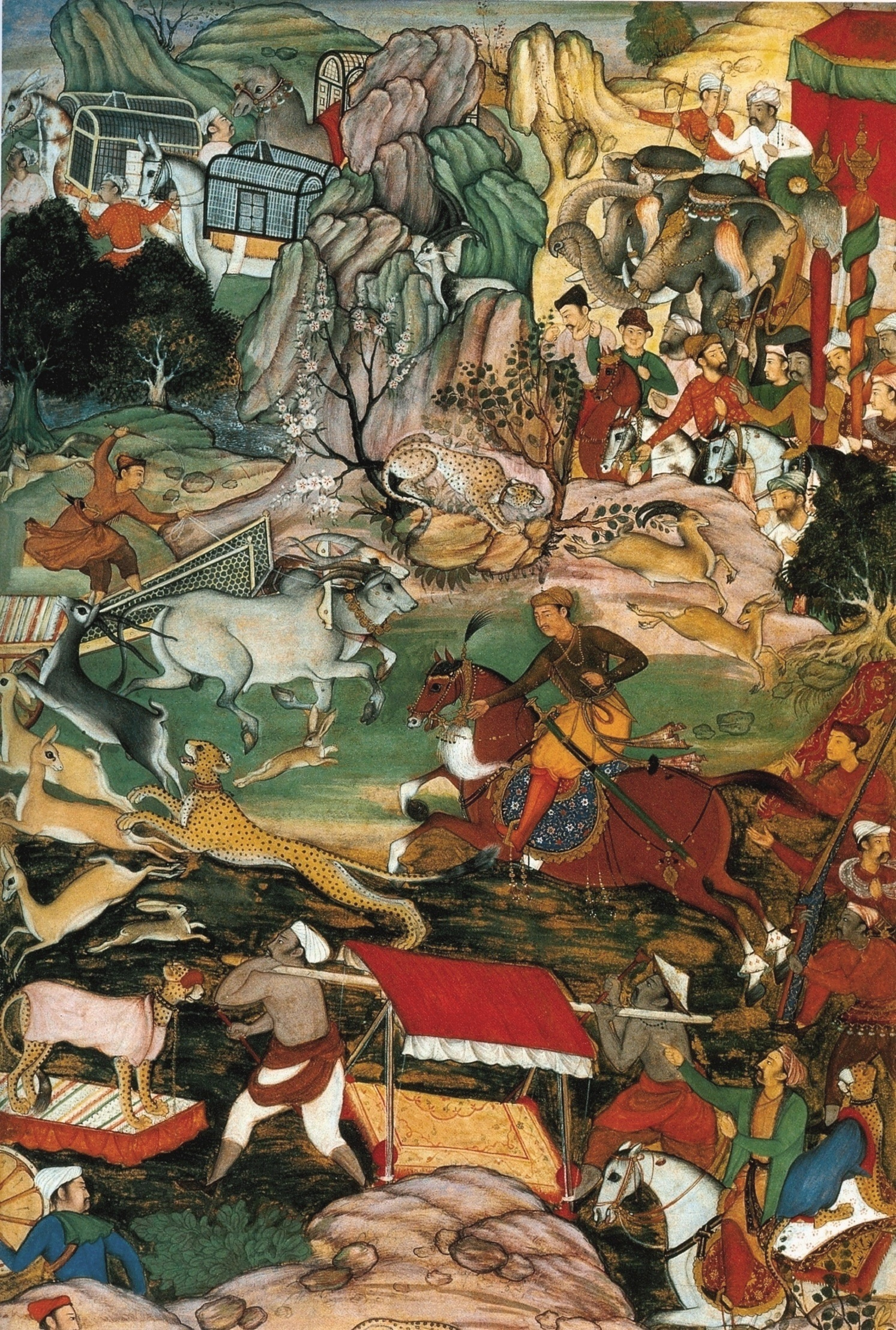
Акбар охотится в окрестностях Агры. "Акбарнаме" ок. 1590 г. Музей Виктории и Альберта, Лондон
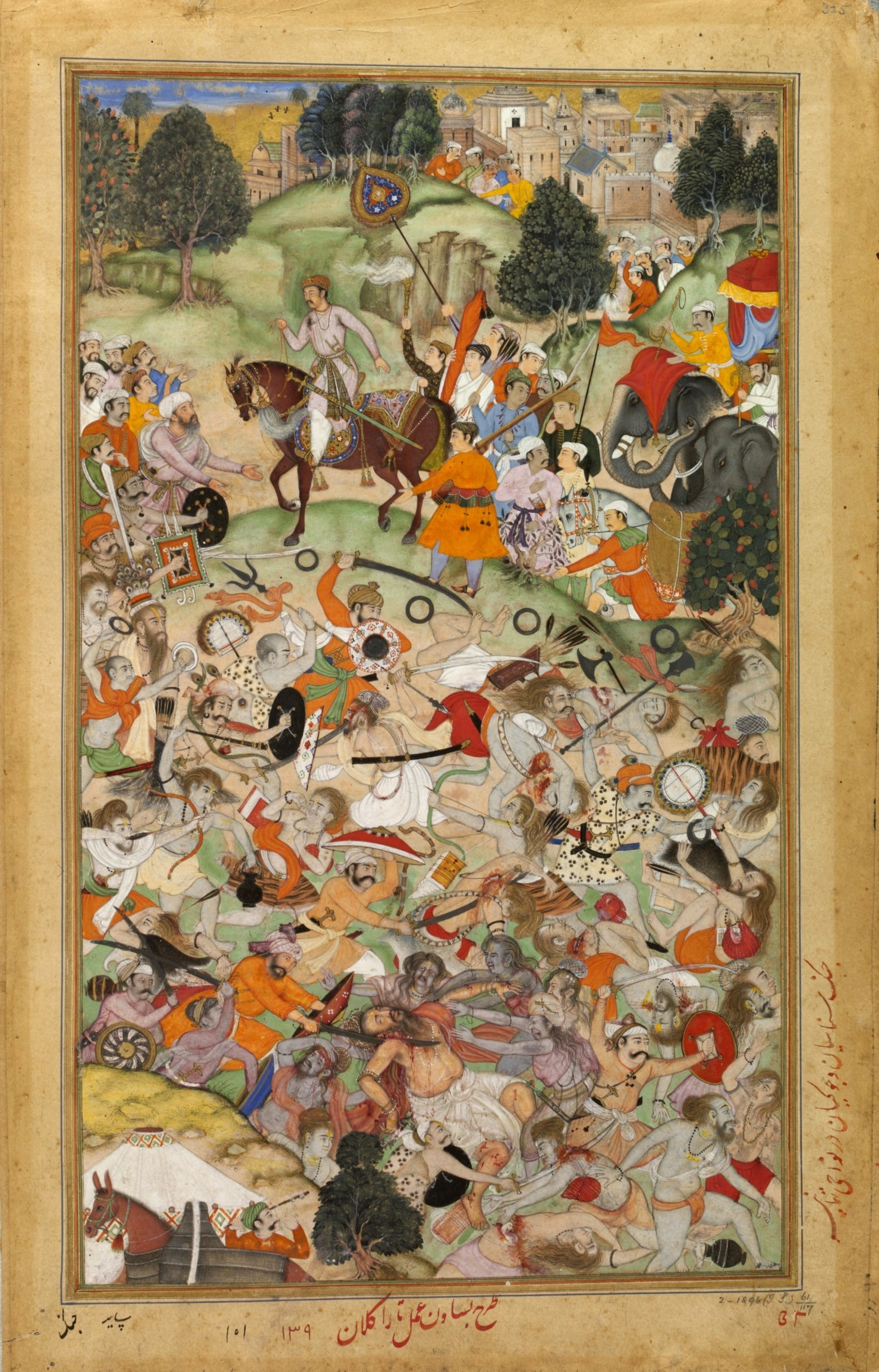
Акбар наблюдает за битвой аскетов у Тханесара. Акбарнаме, ок. 1590 г. Музей Виктории и Альберта, Лондон

Украшение манускриптов обычно производилось коллективно — был ведущий мастер, составлявший общую композицию и предварительный рисунок миниатюры, были раскрасчики, накладывавшие краски, были специалисты-прорисовщики лиц и глаз. Полностью индивидуальный продукт художник мог, обычно, создать только на отдельных миниатюрах, не имеющих отношения к какой-либо книге. «Полёт птицы Симург» (ок. 1590, Коллекция Ага Хана, Женева), вероятно, представляет собой такую разновидность миниатюры. Басаван соединил в ней красоты природы с совершенно фантастическим, захватывающим дух действом, разворачивающимся на её просторе. Судя по всему, сюжет взят из поэмы «Семь престолов» (Хафт Пайкар) Низами Гянджеви; в ней одна из принцесс рассказывает Бахрам Гуру историю о герое, который, уцепившись за лапы птицы Симург, унёсся в райские края. Американский искусствовед С. К. Уэлч отмечает, что два человека в клюве птицы — фантазия художника, в тексте поэмы об этом ничего не говорится. В этой работе Басаван смог передать чувство простора, используя приёмы нелинейной перспективы.

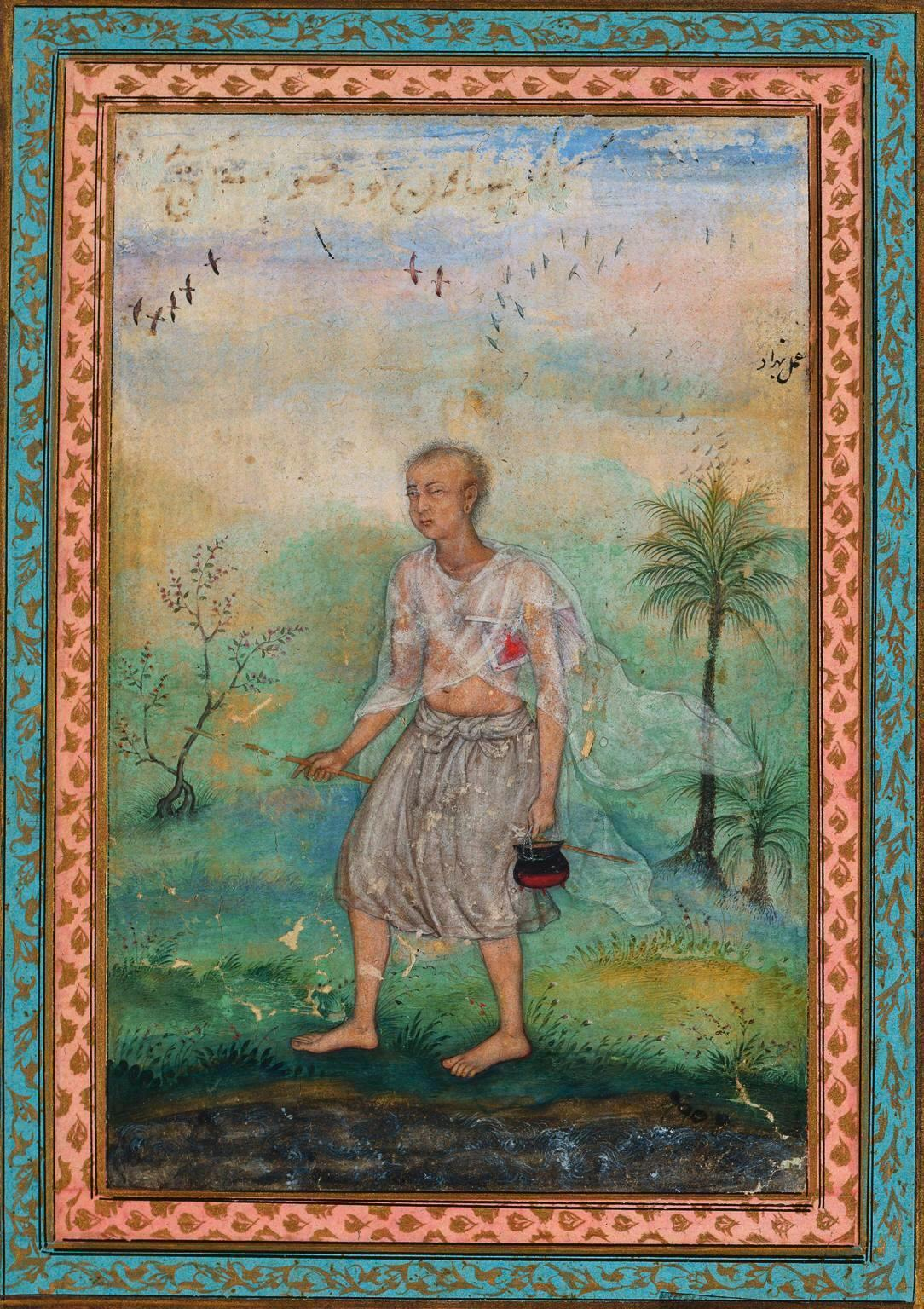
Джайнский аскет, идущий вдоль берега реки. ок. 1600 г. Кливленд, Музей искусства

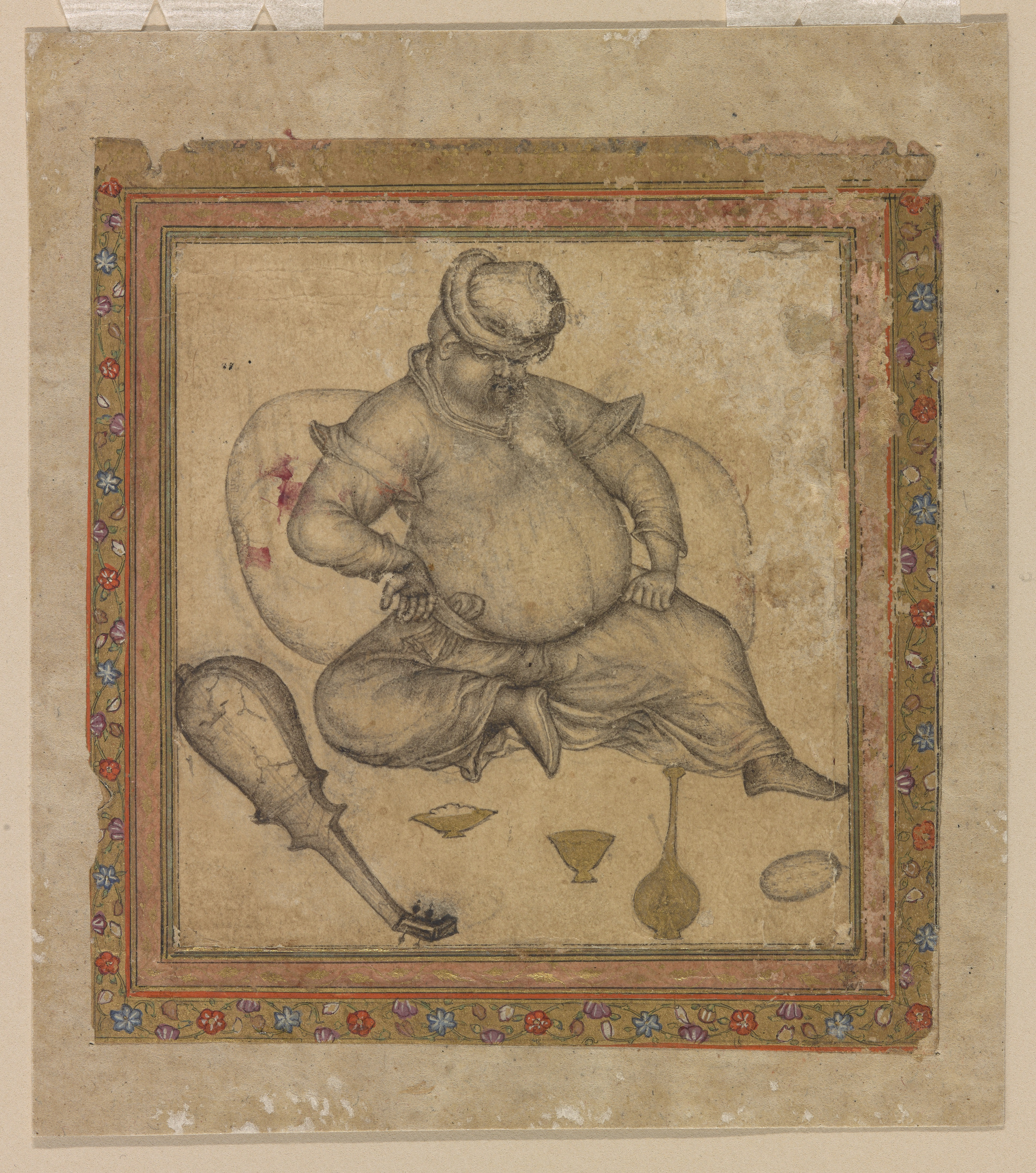
Пьяный европеец. ок. 1580—1585 гг. Галерея Фрир, Вашингтон

Другим примером попытки передать глубину пространства может послужить миниатюра «Суфий Абул Аббас упрекает тщеславного дервиша» из книги «Бахаристан» поэта Джами, созданной в мастерской Лахора в 1595 году. На ней изображён дервиш, который так трепетно относился к своему рубищу — символу смиренности и бедности, что у суфия возник естественный вопрос: «Так может, ты считаешь, что Бог — это твоя одежда?». Басаван поместил человеческие фигуры в архитектурное окружение таким образом, что возникает ощущение глубины реальной террасы, на которой беседуют два человека. Этот приём явно позаимствован из европейского репертуара, поскольку в Италии он известен с XIIIвека.

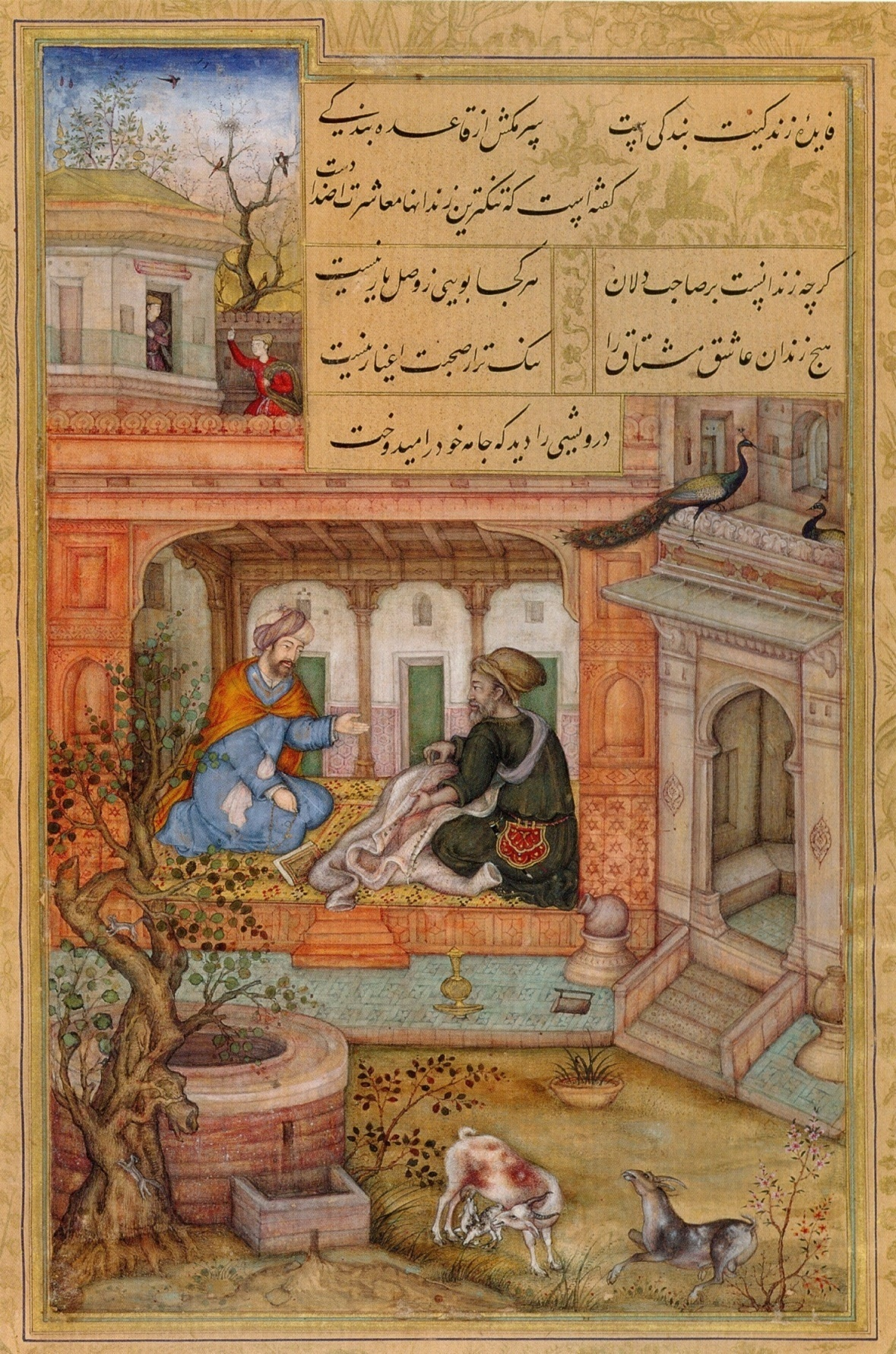
Тщеславный дервиш и суфий. "Бахаристан" Джами. 1595 г. Бодлеянская библиотека, Лондон
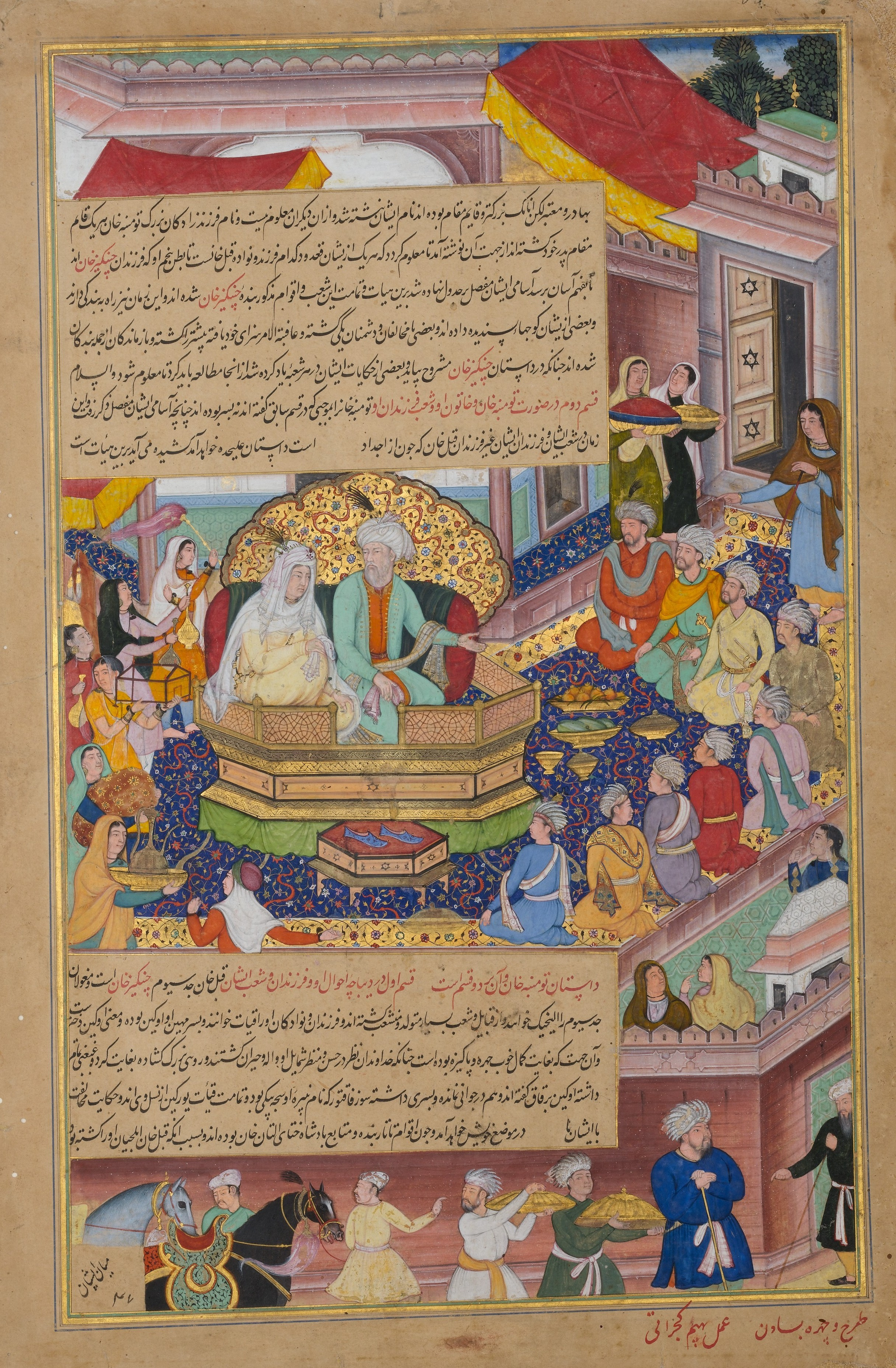
Туманба-хан, его жена и девять сыновей. "Чингизнаме", ок. 1596 г. Музей Метрополитен, Нью-Йорк
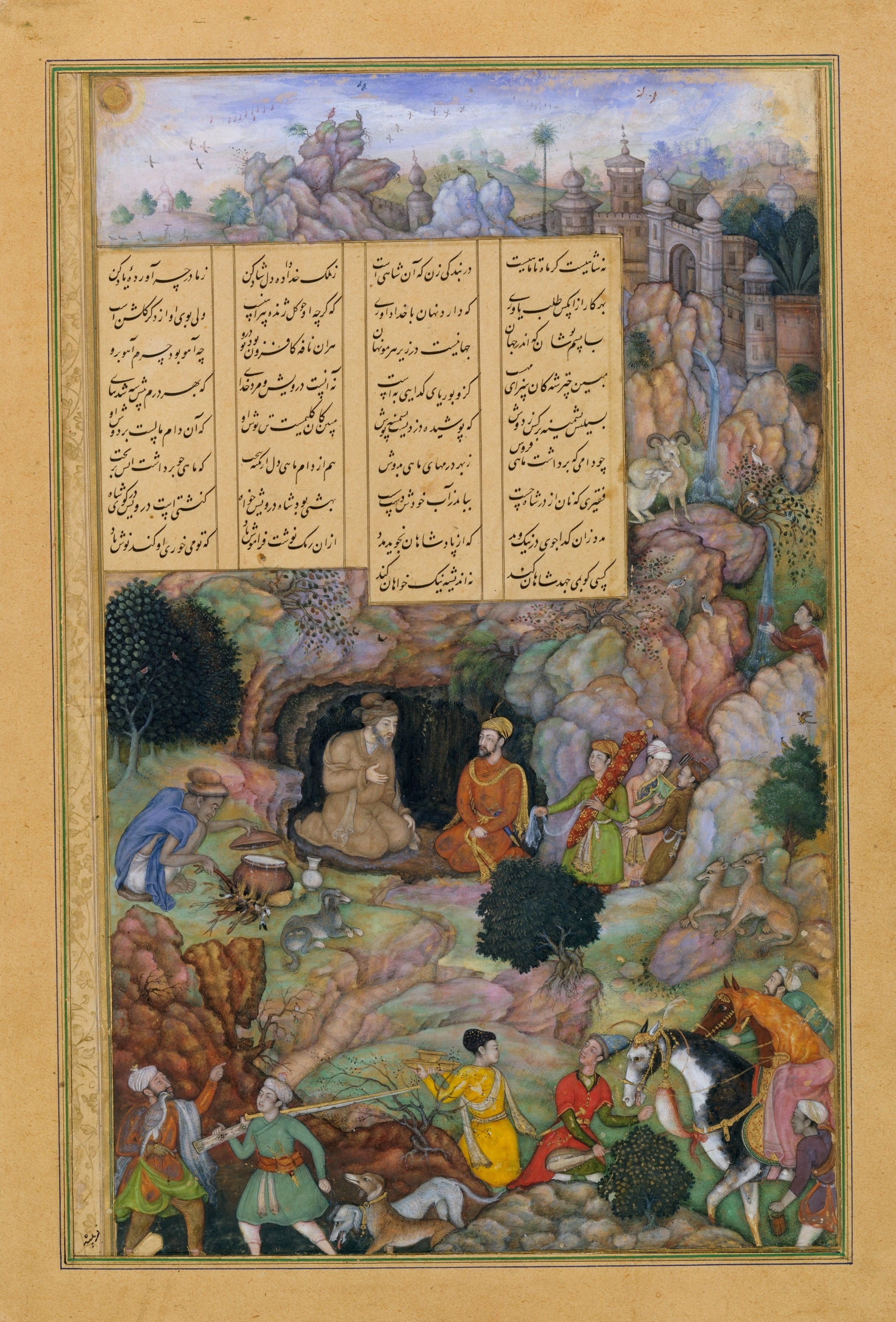
Александр посещает мудреца Платона в пещере. "Хамсе" Амира Хосрова Дехлеви, 1597—1598 гг. Музей Метрополитен, Нью-Йорк

Европейские мотивы ещё более отчётливо видны в миниатюре «Мусульманский пилигрим получает урок почитания от брахмана» из манускрипта «Хамсе» Амира Хосрова Дехлеви, созданного в Лахоре в 1596-97 годах. Мусульманский пилигрим, идущий к святому месту босиком с книгой (вероятно, это Коран) и посохом, видит распростёршегося на дороге к храму Шивы в Сомнатхе индуса, и получает таким образом урок почитания Бога. Пейзаж задника этой сцены с далёкой перспективой, мостом и прочей архитектурой, несмотря на разноцветные персидские горы, напрямую позаимствован из какого-то европейского образца. Возможно, это была гравюра «Африка» Адриана Колларта, сделанная по мотивам работы Мартена де Воса. Другая миниатюра из этой рукописи «Александр посещает мудреца Платона в пещере», несмотря на все внешние персидские признаки, содержит такую деталь, как пещера, глубина которой искусно передана с помощью тональных переходов.
С именем Басавана связывают порядка ста различных произведений, хранящихся в музеях всего мира. Часть этого наследия составляют его рисунки, отражающие поиски нового языка для выражения тех требований, которые предъявлял к мастерам своего ателье император Акбар. На одних можно видеть, как художник создавал вариации на темы европейских гравюр: «Аллегорическая фигура» ок. 1590г, «Молящаяся женщина» 1590-1600гг, «Женская фигура, стоящая на голове монстра» ок.1590г, «Молодая женщина и пожилой мужчина» ок.1590г — явно копирующая сюжет с апостолом Лукой, рисующим Богородицу, — все эти рисунки имеют подпись Басавана и хранятся в Музее Гиме, Париж. На других рисунках содержатся разные наброски: «Флейтист» (ок.1590, Гиме, Париж), «Тощие человек, конь и собака» (1585-1590гг, Индийский музей, Калькутта), «Аскеты» (1585-1590гг, Управление записей и личных документов Индии, Лондон), «Пьяный европеец» (ок. 1590г, Галерея Фрир, Вашингтон).
Басаван был важнейшей фигурой в развитии могольской живописи, поскольку на его примере можно видеть всю эволюцию акбаровской миниатюры от первых простых образцов до высшей точки её развития, когда произведения приняли сложный и изысканный вид. Предполагают, что около 1600 года, после смерти Абд ас-Самада, Басаван возглавил императорскую китабхане в Лахоре. Точных сведений о последних годах жизни художника не сохранилось. Его сын Манохар тоже стал художникам, и создавал миниатюры сначала для Акбара, а затем для его наследника императора Джахангира.